# Коваль Олександр Олександрович
Олекса́ндр Олекса́ндрович Коваль (нар. 26 квітня 1997 — 1 січня 2016) — солдат Збройних сил України, учасник російсько-української війни.

## Життєпис
Народився 1997 року в місті Хотин Чернівецької області; член Хотинської організації «Студентська Свобода».
Був активно задіяний в подіях Революції Гідності, після Майдану брав активну участь у волонтерській діяльності, зокрема організації плетіння маскувальних сіток, збору коштів й харчів для українських бійців.
Досягнувши повноліття, пішов на фронт добровольцем, боєць окремого загону СпП «Азов» НГУ.
1 січня 2016 року загинув від поранення у голову поблизу міста Маріуполь.
Похований на Новому кладовищі Хотина.
Без сина лишилися батьки.

## Нагороди та вшанування
- 6 березня 2016 року у Хотині відкрито меморіальну дошку на честь Олександра Коваля
- на сесії Хотинської районної ради Олександру Ковалю посмертно присвоєно звання «Почесний громадянин Хотинського району».